# Anthomuricea aberrans
Anthomuricea aberrans är en korallart som beskrevs av Nutting 1912. Anthomuricea aberrans ingår i släktet Anthomuricea och familjen Plexauridae. Inga underarter finns listade i Catalogue of Life.